# 菊池眞紀
菊池 眞紀（きくち まさのり、1940年 - ）は、日本の実業家。ポーライト株式会社社長のち会長。埼玉経済同友会代表幹事、特別幹事などを歴任。旭日双光章受章。

## 来歴
茨城県生まれ。1963年駒澤大学商経学部商経学科卒業。同年に東京オイレスメタル工業（現・ポーライト）入社。1966年取締役。1972年早稲田大学鋳物研究所（現：各務記念材料技術研究所）修了。1983年海外担当常務取締役。1984年専務取締役。1986年取締役副社長。1995年代表取締役副社長。2003年代表取締役社長に就任。2016年埼玉経済同友会代表幹事。
2017年6月代表取締役会長。2018年春旭日双光章を受章。同年、埼玉経済同友会特別幹事。
創業者・菊池辰之介の長男。二代目社長は叔父の菊池勇。父・辰之介は1960年に銅粉末製法の発明で全国発明賞を受賞。

## 受賞
- 2018年4月　旭日双光章